# Türkische Botschaft Helsinki

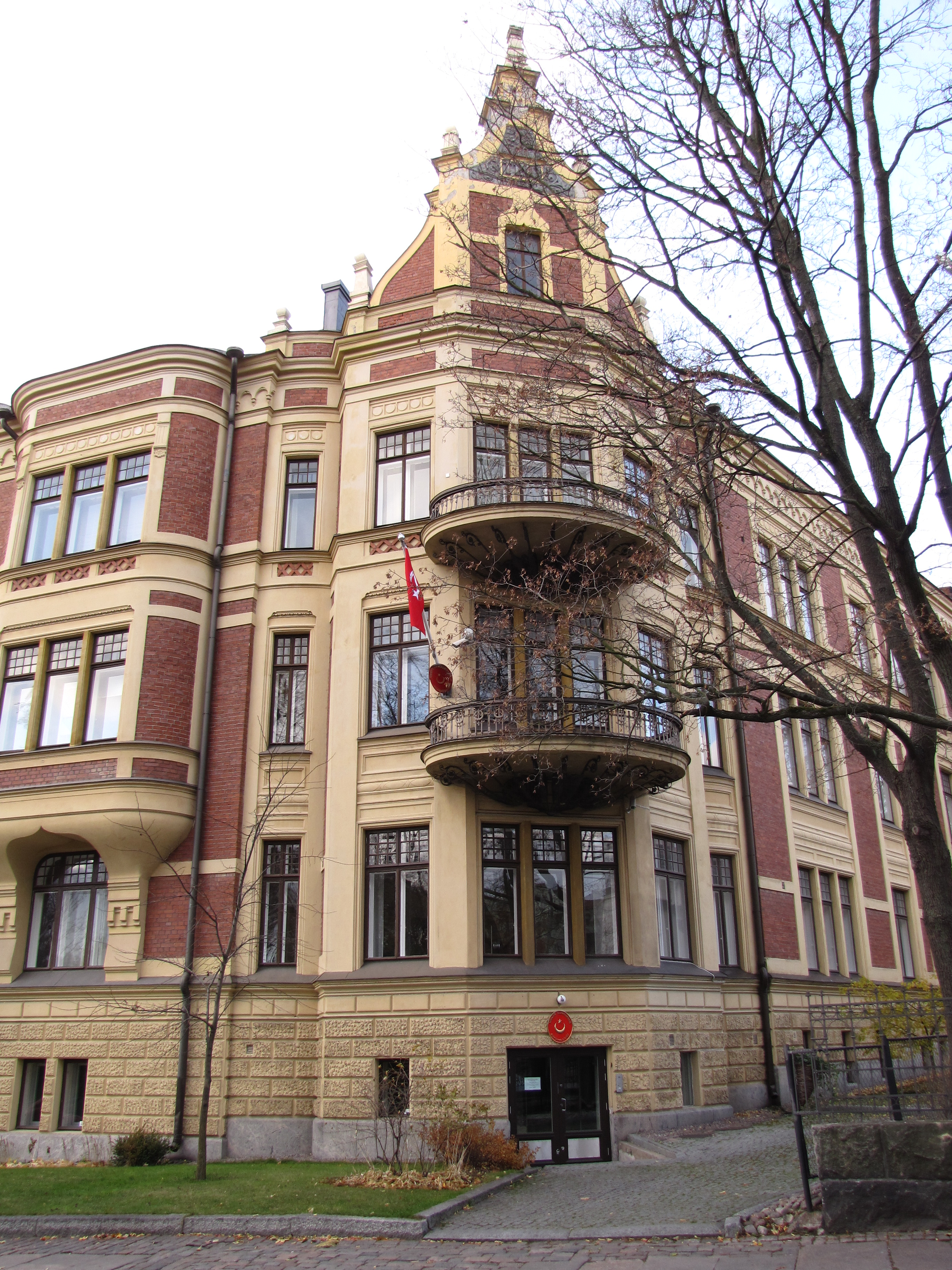
Das Botschaftsgebäude

Die Türkische Botschaft Helsinki (offiziell: Botschaft der Republik Türkei Helsinki; Türkiye Cumhuriyeti Helsinki Büyükelçiliği oder T.C. Helsinki Büyükelçiliği) ist die höchste diplomatische Vertretung der Republik Türkei in Finnland. Seit 2009 residiert Hüseyin Selah Korutürk als Botschafter der Republik Türkei in dem Botschaftsgebäude. Das Generalkonsulat befindet sich im selben Gebäude.
Die diplomatischen Beziehungen zwischen der Türkei und Finnland wurden 1924 begründet. Bis 1961 war die Botschaft Stockholm auch in Finnland akkreditiert. Im selben Jahr wurde die Botschaft Helsinki eröffnet. Das Botschaftsgebäude befindet sich im Stadtteil Ullanlinna in der Nähe des Kaivopuisto-Parks. Das Gebäude wurde 1901 erbaut und steht unter Denkmalschutz. 1992 wurde das Gebäude gekauft und restauriert.